# Братство вампиров
«Братство вампиров» (англ. The Brotherhood) — американский фильм ужасов, снятый в 2001 году режиссёром Дэвидом Де Кото.

## Сюжет
За стенами университетского городка существует тайное общество — престижное студенческое братство «Дома Тау Омега», возглавляемое харизматическим Девоном. Лишь избранные могут вступить в него.
Члены Братства устраивают супервечеринки и ведут такой образ жизни, о котором простые студенты не могут и мечтать. Поэтому для атлетически сложенного первокурсника Криса приглашение вступить в Братство стало приятной неожиданностью.
Однако за день до обряда посвящения Крис узнал о тщательно охраняемой тайне «Дома Тау Омега». Девон и его «братья» — не совсем люди и уже сотни лет поддерживают силы студенческой кровью.
У друзей Криса, Дэна и Меган, узнавших о планах Братства относительно их друга, есть лишь одна возможность спасти его. Иначе душа Криса навеки будет принадлежать Братству…

## В ролях
| Актёр             | Роль                 |
| ----------------- | -------------------- |
| Сэмюэль Пэйдж     | Крис Чендлер         |
| Джош Хэммонд      | Дэн Майерс           |
| Брэдли Страйкер   | Дэвон Изли           |
| Элизбэт Брадерман | Меган                |
| Форрест Кохран    | Барри                |
| Майкл Латц        | Джордан              |
| Донни Эйчар       | Михаил               |
| Хлои Кросс        | Сэнди                |
| Ребека Райан      | Девушка на вечеринке |
| Кристофер Каллен  | Юноша #1             |
| Брендон Бимер     | Юноша #2             |
| Брайан Биянкини   | Юноша #3             |

## Художественные особенности
Как и многие другие фильмы Дэвида Де Кото, «Братство вампиров» значительно отличается от мейнстримных кинолент своего времени и в значительной степени затрагивает тематику мужской гомосексуальности. «Братство» проникнуто гомоэротизмом: в нём присутствует очевидная сексуальная объективация главных героев, молодых студентов колледжа, а единственная девушка в фильме оказывается отрицательным персонажем. По словам авторов Bloody Disgusting, при всех своих технических недочётах и откровенно плохой актёрской игре, фильм Де Кото подрывает традиционный мужской взгляд на хорроры.
По словам Даррена Эллиотта-Смита, сюжет «Братства» укладывается в реакционную повествовательную канву «каминг-аута», где «новичок» (студент-первокурсник Крис) предстаёт перед зрителями как сексуально запутавшийся человек, которого привлекает эротическое очарование вампирского сообщества, которые, очевидно, являются квирами.